# Sepher Ha-Razim
Sepher Ha-Razim è un testo di misticismo ebraico ipoteticamente dato a Noè dall'arcangelo Raziel e trasmesso nelle generazioni durante il corso della storia biblica fino a Salomone, per il quale fu grande fonte di saggezza e di presunti poteri magici. Da notare che questo è un libro differente dal Sefer Raziel HaMalakh, che fu dato ad Adamo dallo stesso angelo. È un testo totalmente non ortodosso: anche se le leggi tradizionali di purezza fanno parte della cosmogonia, ci sono per esempio dei riti magici che "richiedono la pratica di mangiare focacce impastate con sangue e farina"; pratica proibitissima per un ebreo osservante. Sembra quindi essere un'opera di magia ebraica, che insegnerebbe ad evocare gli angeli piuttosto che Dio, a compiere imprese sovrannaturali. Il testo fu inizialmente considerato parte del giudaismo "ortodosso", benché sotto l'influenza dell'ellenismo, ma ora insieme ad alcuni altri scritti è considerato non ortodosso o addirittura eretico dall'Ebraismo moderno.

## Scoperta

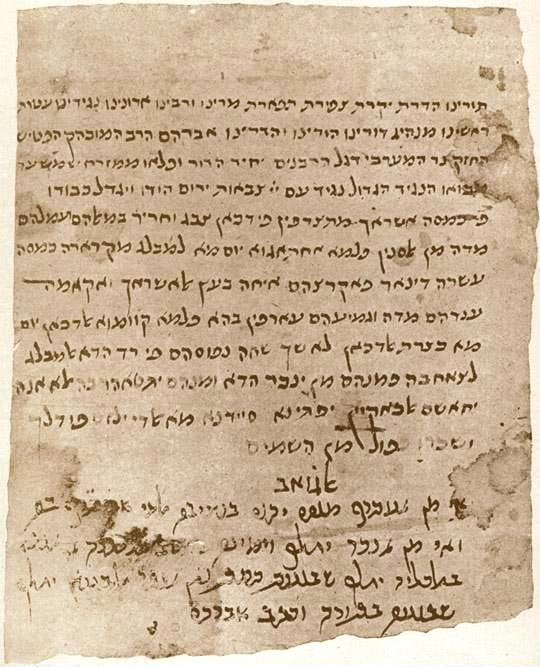
Documento ebraico rinvenuto nella Geniza del Cairo

Il testo fu scoperto nel XX secolo da Mordecai Margalioth, uno ricercatore ebreo che studiava testi cabalistici presso la Bodleian Library durante un soggiorno a Oxford nel 1963. Egli comprese che alcuni frammenti rinvenuti nella Geniza del Cairo provenivano da uno stesso testo e si mise alla ricerca in diversi archivi di altri frammenti, che consentissero di ricostruire tale fonte comune. Raggiunse questo scopo nel 1966, quando pubblicò lo Sepher Ha-Razim. La prima traduzione in inglese del libro è stata realizzata da Michael A. Morgan, nel 1983 ed il libro è ora in stampa dall'estate 2007. Una nuova edizione critica delle più importanti testimonianze manoscritte esistenti, tra cui i frammenti della Geniza in ebraico e giudeo-arabo e una traduzione latina del XIII secolo, è stata preparata da Bill Rebiger e Peter Schäfer nel 2009, seguita da una traduzione e commentario in tedesco.

## Datazione
Margalioth pone la data del testo originale ai primi del IV secolo e tardo III secolo dell'era volgare e tale datazione è quasi universalmente accettata. Un'eccezione viene dallo studioso Ithamar Gruenwald, che data il testo al VI o VII secolo e.v., ma è comunque chiaro che questo testo predata non solo i testi cabalistici, inclusi Zohar (XIII secolo), Bahir (anche XIII secolo), ma forse anche il protocabalistico Sefer Yetzirah (IV secolo). Ci sono chiari indizi testuali che confermano questa datazione dei primi secoli, specificamente il riferimento all'uso da parte dei "re greci" del computo cronologico per mezzo delle indizioni romane. Se i re in questione sono quelli egiziani il testo è successivo al 297 e.v.; se, invece, si intende i re di Costantinopoli esso è successivo al 312".

## Struttura e contenuto
Il libro è suddiviso in sette sezioni, escludendo la prefazione che dettaglia la ricezione del libro e la sua trasmissione. Ognuna delle sette sezioni contiene un elenco di angeli e istruzioni per eseguire uno o più riti magici. C'è una tensione inquieta tra la cosmogonia ortodossa del libro e le prassi poco ortodosse incorporate in questi riti magici: il libro è stato ovviamente curato da uno scriba rabbinico, ma la "religione popolare" contenuta nel libro è più o meno intatta. Alcuni dei rituali pretendono di facilitare la guarigione, la profezia, un attacco contro il proprio nemico e ottenere buona fortuna. Il simbolismo del numero sette, l'importanza dei nomi divini e la prevalenza della "magia simpatica" (imitativa) non deve essere trascurata nel collocare questa opera nella suo contesto magico del Vicino Oriente antico.